# بخش چیپوا فالس، شهرستان پاپ، مینه سوتا
بخش چیپوا فالس (به انگلیسی: Chippewa Falls Township) یک منطقهٔ مسکونی در ایالات متحده آمریکا است که در شهرستان پوپ، مینه‌سوتا واقع شده‌است.
 بخش چیپوا فالس ۹۱٫۶ کیلومتر مربع مساحت و ۲۳۱ نفر جمعیت دارد و ۳۹۵ متر بالاتر از سطح دریا واقع شده‌است.